# Aichau (Feuchtwangen)
Aichau ist ein Gemeindeteil der Stadt Feuchtwangen im Landkreis Ansbach (Mittelfranken, Bayern). Die Gemarkung Aichau liegt teils auf dem Gemeindegebiet von Dentlein am Forst, teils auf dem Gemeindegebiet von Feuchtwangen und Wieseth. Sie hat eine Fläche von 11,399 km² und ist in 1460 Flurstücke aufgeteilt, die eine durchschnittliche Fläche von 7807,75 m² haben. In ihr liegen neben dem namensgebenden Ort die Gemeindeteile Ammonschönbronn, Beckenmühle, Jakobsmühle, Leichsenhof (zum Teil), Lölldorf, Löschenmühle, Oberahorn, Schlötzenmühle und Unterahorn.

## Lage
Das Dorf liegt etwa sieben Kilometer östlich von Feuchtwangen inmitten von Feldern und Wiesen. Im Südwesten fließt der südlich des benachbarten Ortes Birkach entspringende Tenscherbach, ein Quellfluss der Wieseth, vorbei. Im Nordwesten liegen das Butzenfeld und die Waldgebiete Viehweide und Gräbenwindner Holz. Im Osten grenzt das Rudfeld an. Die Kreisstraße AN 52 führt nach Unterahorn (1,3 km südwestlich) bzw. nach Böckau (1,9 km östlich). Eine Gemeindeverbindungsstraße führt zur Kreisstraße AN 37 bei Gräbenwinden (1,5 km nördlich).

## Geschichte
Aichau lag im Fraischbezirk des Ansbachischen Oberamtes Feuchtwangen. Die Dorf- und Gemeindeherrschaft hatte das Verwalteramt Forndorf inne, das auch alleiniger Grundherr über alle Anwesen war (3 Höfe, 6 Güter). Außerdem gab es noch ein Gemeindehirtenhaus (Stand: 1732). An diesen Verhältnissen änderte sich bis zum Alten Reiches nichts. Von 1797 bis 1808 unterstand der Ort dem Justiz- und Kammeramt Feuchtwangen.
1806 kam Aichau an das Königreich Bayern. Mit dem Gemeindeedikt (frühes 19. Jahrhundert) wurde Aichau dem Steuerdistrikt Gräbenwinden zugeordnet. Wenig später entstand die Ruralgemeinde Aichau. Zu dieser gehörten Ammonschönbronn, Beckenmühle, Böckau, Jakobsmühle, Leichsenhof, Lölldorf, Löschenmühle, Oberahorn, Schlötzenmühle und Unterahorn. Sie war in Verwaltung und Gerichtsbarkeit dem Landgericht Feuchtwangen und in der Finanzverwaltung dem Rentamt Feuchtwangen zugeordnet (1919 in Finanzamt Feuchtwangen umbenannt). Ab 1862 gehörte Aichau zum Bezirksamt Feuchtwangen (1939 in Landkreis Feuchtwangen umbenannt) und von 1943 bis 1973 zum Finanzamt Dinkelsbühl, seit 1973 zum Finanzamt Ansbach. In der Gerichtsbarkeit blieb das Landgericht Feuchtwangen zuständig (1879 in Amtsgericht Feuchtwangen umbenannt), seit 1973 ist es das Amtsgericht Ansbach. Die Gemeinde hatte 1964 eine Gebietsfläche von 12,727 km².
Am 1. April 1971 kam der Ort Thürnhofen dazu, der Hauptort der damit aufgelösten gleichnamigen Gemeinde. Am 31. Dezember 1971 wurde im Rahmen der Gebietsreform in Bayern die Gemeinde Aichau aufgelöst: Leichsenhof wurde nach Dentlein am Forst eingemeindet, Aichau, Jakobsmühle, Löschenmühle, Ober- und Unterahorn nach Feuchtwangen, Böckau kamen zu Herrieden und Ammonschönbronn, Beckenmühle, Lölldorf und Schlötzenmühle zu Wieseth.

## Einwohnerentwicklung
Gemeinde Aichau
| Jahr      | 1818  | 1840   | 1852   | 1855   | 1861   | 1867   | 1871   | 1875   | 1880   | 1885   | 1890   | 1895   | 1900   | 1905   | 1910   | 1919   | 1925   | 1933   | 1939   | 1946   | 1950   | 1952   | 1961   | 1970   |
| Einwohner | 489   | 444    | 468    | 461    | 488    | 499    | 522    | 493    | 500    | 537    | 552    | 547    | 545    | 556    | 549    | 570    | 579    | 562    | 505    | 712    | 659    | 606    | 504    | 710    |
| Häuser    | 87    | 82     |        |        |        |        | 97     |        |        | 99     | 101    |        | 100    |        |        |        | 99     |        |        |        | 99     |        | 106    |        |
| Quelle    | [ 9 ] | [ 15 ] | [ 16 ] | [ 16 ] | [ 17 ] | [ 18 ] | [ 19 ] | [ 20 ] | [ 21 ] | [ 22 ] | [ 23 ] | [ 16 ] | [ 24 ] | [ 16 ] | [ 25 ] | [ 16 ] | [ 26 ] | [ 16 ] | [ 16 ] | [ 16 ] | [ 27 ] | [ 16 ] | [ 11 ] | [ 28 ] |

Ort Aichau
| Jahr      | 001818 | 001840 | 001861 | 001871 | 001885 | 001900 | 001925 | 001950 | 001961 | 001970 | 001987 |
| Einwohner | 57     | 56     | 64     | 63     | 68     | 54     | 72     | 85     | 55     | 66     | 62     |
| Häuser    | 10     | 9      |        |        | 12     | 12     | 12     | 13     | 12     |        | 14     |
| Quelle    | [ 9 ]  | [ 15 ] | [ 17 ] | [ 19 ] | [ 22 ] | [ 24 ] | [ 26 ] | [ 27 ] | [ 11 ] | [ 28 ] | [ 1 ]  |

## Religion
Der Ort ist seit der Reformation evangelisch-lutherisch geprägt und bis heute nach St. Wenzeslaus (Wieseth) gepfarrt. Die Einwohner römisch-katholischer Konfession sind nach St. Jakobus der Ältere (Elbersroth) gepfarrt.